# Der Sohn des Hannibal (film 1926)
Der Sohn des Hannibal è un film muto del 1926 diretto da Felix Basch.

## Produzione
Il film fu prodotto dalla Maxim-Film GmbH.

## Distribuzione
Distribuito dalla Universum Film (UFA), il film - ottenuto il visto di censura il 18 novembre 1926 - uscì nelle sale cinematografiche tedesche il 23 dicembre di quello stesso anno, presentato in prima a Berlino. Fu distribuito anche in Portogallo, dove uscì il 6 agosto 1929.